# Siódme wtajemniczenie
Siódme wtajemniczenie – powieść dla młodzieży Edmunda Niziurskiego, wydana w 1969 roku. Początkowo nosiła tytuł „Twierdza Persil”. Ma charakter powieści inicjacyjnej, która mówi o wyrastaniu ze świata chłopięcych przygód i wchodzeniu w realia dorosłości. Nieco oniryczna powieść ma budowę szkatułkową, z każdą odsłoną zmienia punkt widzenia bohatera. Ma też cechy realizmu magicznego.

## Opis fabuły
Akcja rozgrywa się w ciągu jednego dnia w fikcyjnym górnośląskim miasteczku górniczym Gnypowice Wielkie. Bohater, nowy uczeń klasy 6B Gustaw Cykorz, musi zdecydować, do której z dwóch dominujących, zwalczających się wzajemnie szkolnych grup: Matusów czy Blokerów, ma dołączyć.
Cykorz jest rodowitym Ślązakiem, jego rodzice pochodzą z Gnypowic, ale on sam urodził się w Kędzierzynie. Jego ojciec, inżynier, podróżuje służbowo po całej Polsce i w związku z tym Gustaw często zmienia szkoły, zmuszony na nowo zaaklimatyzować się w każdym miejscu. Szkoła w Gnypowicach jest dla niego szczególnie trudna, ze względu na ciężki charakter większości nauczycieli z „Kowbojką” na czele, oraz ze względu na istnienie dwóch odwiecznie zwalczających się gangów – Matusów (rodowici Ślązacy) i Blokerów (przybysze z innych regionów kraju). Cykorz ostatecznie postanawia dołączyć do Matusów i przechodzi kolejne wtajemniczenia, poznając tajne hasła, kwatery i plany na przyszłość. Odwiecznym marzeniem Matusów jest „Wielki Wander”, czyli wyprawa po Pojezierzu Mazurskim. Sam Gustaw miewa też sny o tematyce kosmicznej, w trakcie których odbywa loty pod komendą Komandora. Podobne sny ma miejscowy alkoholik, Inocynt. W końcu Gustaw, po przejściu serii pięciu wtajemniczeń, zostaje wysłany na wyprawę przeciw Blokerom z zadaniem zdobycia „Twierdzy Persil”. W trakcie wyprawy i w samej „Twierdzy” przeżywa dziwne zdarzenia – dowiaduje się, że istnieje także szóste, a w końcu i siódme wtajemniczenie, które stawiają całą działalność Matusów i Blokerów w zupełnie innym świetle.

## Kontekst
Powieść interesująco oddaje klimat Górnego Śląska, w sposób zbliżony do realizmu magicznego: marzenia i sny przenoszą się z pokolenia na pokolenie. Podobnie jak inne dzieła Niziurskiego, w zabawny, bezpretensjonalny sposób Siódme wtajemniczenie pokazuje szkołę oczami ucznia, postrzegającego ją jako miejsce opresyjne. W porównaniu z innymi powieściami Niziurskiego ma najbardziej złożoną konstrukcję – szkatułkowa budowa, z licznymi subnarracjami (w tym sny bohatera).